# 夢想館
夢想館為2010年臺北國際花卉博覽會展館之一，位於臺北市中山區濱江街12號，在林安泰古厝對面，為新生三館的一部分。在花博結束後，閉館整修再開放大眾參觀，持續營運至2012年12月31日止，目前閉館不營運。

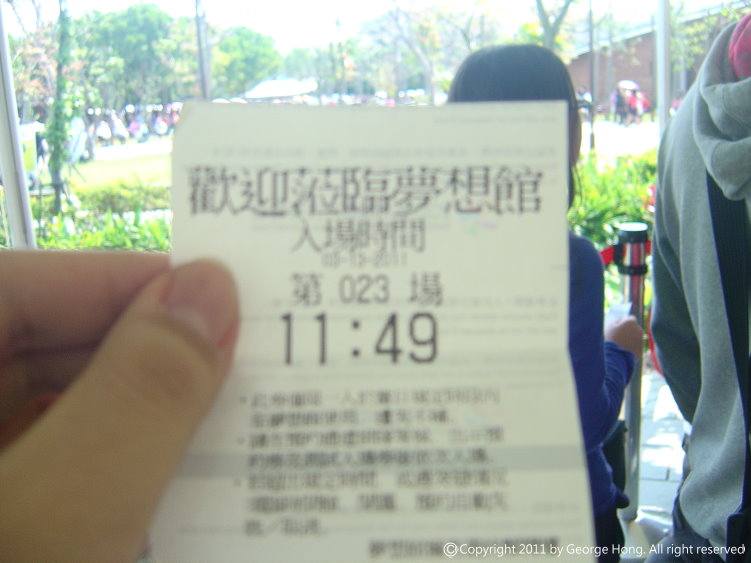
夢想館預約卷樣式

夢想館是以科技與藝術結合的展館，由工業技術研究院研究出360種最新技術，再由夢想館挑選出五種作為館內互動的技術。主要的特點有：
- 獨步全球的非接觸式超寬頻生理訊號感測應用
- 挑戰極限的大曲面可調光電控液晶玻璃
- 艷驚世界的直立式裸眼3D立體顯示器
- 超越想像的超小型RFID讀取器
- 蜚聲國際的超薄音響喇叭

## 展廳
夢想館共分為五個展廳： 
- 大廳 序曲
- 一廳 多樣
- 二廳 互利
- 三廳 共融
- 四廳 愛與夢想